# 제혁
제혁(1991년 9월 19일 ~ )은 대한민국 모델 출신 가수이며 댄스 팝 음악 그룹 전설의 구성원이다.

## 이력
군 복무 이행 이후 2013년 패션 모델 첫 데뷔한 그는 이듬해 2014년 댄스 팝 음악 그룹 전설의 구성원으로 가수 정식 데뷔하였다.